# The Tonight Show with Jay Leno
Pour les articles homonymes, voir The Tonight Show.
The Tonight Show with Jay Leno /ðə təˈnait ʃoʊ wɪθ d͡ʒeɪ 'lɛnoʊ/ est une émission de télévision américaine de type late-night show, animée par l'humoriste Jay Leno et diffusée en troisième partie de soirée sur le réseau de télévision NBC. L'émission, quatrième adaptation du concept The Tonight Show créé en 1954, a été diffusée du 25 mai 1992 au 29 mars 2009, avant de revenir du 1er mars 2010 au 6 février 2014.

## Historique
Le 17 février 2014, Jay Leno quitte la présentation de l'émission, remplacée par The Tonight Show Starring Jimmy Fallon.